# Amestris
Amestris albo Amastris (prawdopodobnie od staroperskiego *Amāstrī- „Silna kobieta”, gdzie *ama- „siła, silny” i *strī- „kobieta”) – żona Kserksesa I, króla Persji, matka Artakserksesa I.
Amestris była córką Otanesa, jednego z siedmiu zdrajców, którzy zabili perskiego króla Gaumatę (22 września 522 r. p.n.e.). Po tym wydarzeniu Dariusz I Wielki rozpoczął panowanie. Według zapisków  Herodota, Otanes ożenił się z siostrą Dariusza, podczas gdy Dariusz pojął za żonę jego córkę, Fedymię. Otanesowi urodziła się córka, Amestris.
Po śmierci Dariusza w 486 r. p.n.e. Amestris wyszła za następcę tronu, księcia Kserksesa I – miała wtedy około trzydziestu lat. Herodot opisuje królową jako okrutną tyrankę:
“Zostałem poinformowany, że Amastris, żona Kserksesa, kiedy się zestarzała, zapragnęła przywrócić sobie młodość. Modliła się o to do bogów, którzy w końcu zesłali jej przepowiednię mówiącą, że powinna złożyć ofiarę ziemi - grzebiąc żywcem czternaścioro perskich dzieci, chłopców stojących u progu męstwa.” (Dzieje, VII).
Anegdota ta wydaje się jednak fikcyjna, ponieważ znane źródła wskazują, że w perskiej religii nie stosowano ofiar ludzkich.
Gdy lekarz Apolonides pod pozorem leczenia współżył z jej córką, Amytis, królowa skazała go na dwa miesiące tortur. Po śmierci Amytis lekarza pogrzebano żywcem.
Również według Herodota, kiedy Kserkses powrócił z wojen grecko-perskich, zakochał się w Artaynte, żonie jednego ze swoich synów, księcia Dariusza. W zamian za swoje względy Artaynte zażądała kunsztownego płaszcza, który Amestris utkała dla Kserksesa. Kiedy królowa dowiedziała się o podarunku, domyśliła się zdrady. Swoją zemstę wywarła jednak nie na Artaynte, lecz na jej matce, którą kazała brutalnie okaleczyć, uważając, że to ona jest odpowiedzialna za związek córki z Kserksesem. Ojciec Artaynte, a brat Kserksesa – Masistes – zdecydował wystąpić przeciwko swojemu królowi i bratu, jednak nie odniósł sukcesu (Herodot, Dzieje, IX).
Amestris pozostała wpływowa po śmierci swojego męża. Umarła w podeszłym wieku, w roku 440 p.n.e.
Opierając się na podobieństwie imion oraz podobnej genealogii, badacze przypuszczają, że Amestris była pierwowzorem biblijnej Estery. Wilson sugeruje, że „Amestris” i „Estera” pochodzą od akadyjskiego słowa Ammi-Isztar lub Ummi-Isztar. Hoschander wysuwa alternatywną teorię, wywodząc imię Estery z Isztar-udda-sha („Isztar jest jej światłem”) na podstawie podobnego brzmienia słów hebrajskich i hetyckich.